# 遙かなる影
「遙かなる影」（はるかなるかげ、原題：(They Long to Be) Close to You）は、バート・バカラックとハル・デイヴィッドが作った楽曲。英語圏では、本作品を収録したカーペンターズのアルバムのタイトルから「Close to You」と略記することも多い。

## 概要
1963年にリチャード・チェンバレンによって初めてレコーディングされた。1964年にディオンヌ・ワーウィックが『Make Way for Dionne Warwick』で、1967年にダスティ・スプリングフィールドが『Where Am I Going?』でカバーした。1968年には作者のバート・バカラックも本作品を吹き込んでいる。
1970年5月20日、シングルA面曲としてカーペンターズのバージョンが発表される。B面はリチャード・カーペンターがリード・ボーカルをとる「愛しつづけて（I Kept on Lovin' You）」。同年7月25日から8月15日にかけてビルボード・Hot 100で4週連続1位を記録した。彼らにとって初のナンバーワン・ソングである。ビルボードのイージーリスニング・チャートでも1位を記録し、ゴールドディスクに輝いた。また、1970年の年間チャート2位を記録した。
シングル盤には、フェイドアウトするもの、ピアノ間奏部で終わるもの、ミックス違いなど様々なヴァージョンが存在する。
途中フリューゲルホルンのソロパートが存在するが、リチャードはこのパートをカーペンターズが在籍するA&Mレコードの創設者の1人であるハーブ・アルパートに依頼する予定で書いたという。しかし、アルパートが不在だったため、B.B.キングやディオンヌ・ワーウィックなどの作品に参加するスタジオ・ミュージシャンとして活躍していたチャック・フィンドレーに打診。フィンドレーはアルパートそっくりの演奏を披露したため、作者であるバート・バカラックを始め、殆どの関係者はフィンドレーが演奏している事に気がづかなかったとリチャードは語っている。
「愛のプレリュード」と共にグラミーの殿堂入りを果たした。
1993年には、カーペンターズ版の同曲が、フジテレビ系ドラマ『パパと呼べないの!』の主題歌に起用された。また、1998年の映画『メリーに首ったけ』にも挿入歌として使用されたほか、マイケル・ボルトンの歌うヴァージョンが2015年の映画『パパが遺した物語』の挿入歌に採用されている。

## その他のカバー・バージョン
- シラ・ブラック - 『Sweet Inspiration』（1970年）
- ダイアナ・ロス - 『Everything Is Everything』（1970年）
- B・J・トーマス - 『Most of All』（1970年）
- ブーツ・ランドルフ - 『Boots with Brass』（1970年）
- ジョニー・マティス - 『Close to you』（1970年）
- アンディ・ウィリアムス - 『Andy Williams Show』（1970年）
- ベッツィ&クリス - 『ベッツィ&クリス・オン・ステージ』（1970年）[5]
- フランク・シナトラ - 『Sinatra & Company』（1971年）
- ペリー・コモ - 『It's impossible』（1971年）
- アイザック・ヘイズ - 『Black Moses』（1971年）
- クロディーヌ・ロンジェ - 『We've Only Just Begun』（1971年）
- 布施明 - 『布施明がバカラックに会った時』（1971年）
- スティーヴィー・ワンダー （1972年）
- カーメン・マクレエ - 『The Great American Songbook』（1972年）
- エンゲルベルト・フンパーディンク - 『In Time』（1972年）
- BTエクスプレス - 1976年のシングル
- リン・アンダーソン - 『The Best of Lynn Anderson - Memories and Desires』（1982年）
- 今井美樹 - 『fiesta』（1988年）
- EPO - 『バラード』（1989年）
- 阿川泰子 - 『CLOSE TO YOU』（1996年）
- paris match - 『volume one』（2000年）。カバーアルバム『Our Favourite Pop』（2007年）にも収録。また、別バージョンが『5th Anniversary』（2005年）に収録。
- SING LIKE TALKING - TBS系情報番組ブロードキャスターのエンディング曲（2001年）。ベスト・アルバム『ROUND ABOU』にも収録。
- ポール・ウェラー - 『スタジオ150』（2004年）
- リック・アストリー - 『ポートレイト』（2005年）
- オリビア・オン - 『Fall in Love With Olivia』（2007年）
- バリー・マニロウ - 『The Greatest Songs of the Seventies』（2007年）
- つじあやの - コンピレーション・アルバム『イエスタデイ・ワンス・モア〜TRIBUTE TO THE CARPENTERS〜』（2009年）
- NICOTINE - カーペンターズ楽曲のカバーアルバム『GOD SAVE THE CARPENTERS』（2009年）
- 千葉はな - コンピレーション・アルバム『雪と花の子守唄 -バカラック・ララバイ集-』（2009年）[6]
- 細野晴臣 - コンピレーション・アルバム『All Kinds of People Love Burt Bacharach』（2010年）に収録。『Heavenly Music』（2013年）にも収録。
- フランク・オーシャン - 『Blonde』（2016年）
- 藤井風 - 『HELP EVER HURT NEVER』初回限定盤（2020年）および『HELP EVER HURT COVER』（2021年）
- 原田知世 - 『恋愛小説4 〜音楽飛行』（2023年）
- シエリ（藤原さくら） - ムジカ・ピッコリーノシーズン10第11話にて。他の登場人物がコーラスとして参加している。
- noon - トヨタホームのCMソング。
- Cubic U（宇多田ヒカル） - 中京テレビ放送のクロージング（放送終了告知放送）のBGMとして1999年下半期から2007年6月まで使用された。
- 杏里 - サターン（日本ゼネラルモーターズ）のCMソング。